# Atsugi
Atsugi (厚木市, Atsugi-shi) est une ville située dans la préfecture de Kanagawa, au Japon.

## Géographie

### Situation
Atsugi est située dans le centre de la préfecture de Kanagawa, au pied du mont Ōyama.

### Municipalités limitrophes
| Kiyokawa | Aikawa  | Sagamihara, Zama    |
| Hadano   | Atsugi  | Ebina               |
| Isehara  | Isehara | Hiratsuka, Samukawa |

### Démographie
En novembre 2023, la population d'Atsugi s'élevait à 223 978 habitants, répartis sur une superficie de 93,84 km2.

### Hydrographie
Atsugi est bordée par le fleuve Sagami à l'est.

### Climat
Atsugi a un climat subtropical humide caractérisé par des étés chauds et des hivers frais avec peu ou pas de chutes de neige. La température moyenne annuelle est de 13,4 °C. La pluviométrie annuelle moyenne est de 1 906 mm, septembre étant le mois le plus humide.

## Histoire
Le bourg moderne d'Atsugi a été créé le 1er avril 1889. Il devient une ville le 1er février 1955. Depuis 2000, Atsugi a le statut de ville spéciale.
La base militaire américaine de NAF Atsugi est en réalité située à Ayase et Yamato. C'est à cet endroit que les forces d'occupation américaines ont mis pour la première fois le pied sur le sol japonais, le 28 août 1945.

## Culture locale et patrimoine

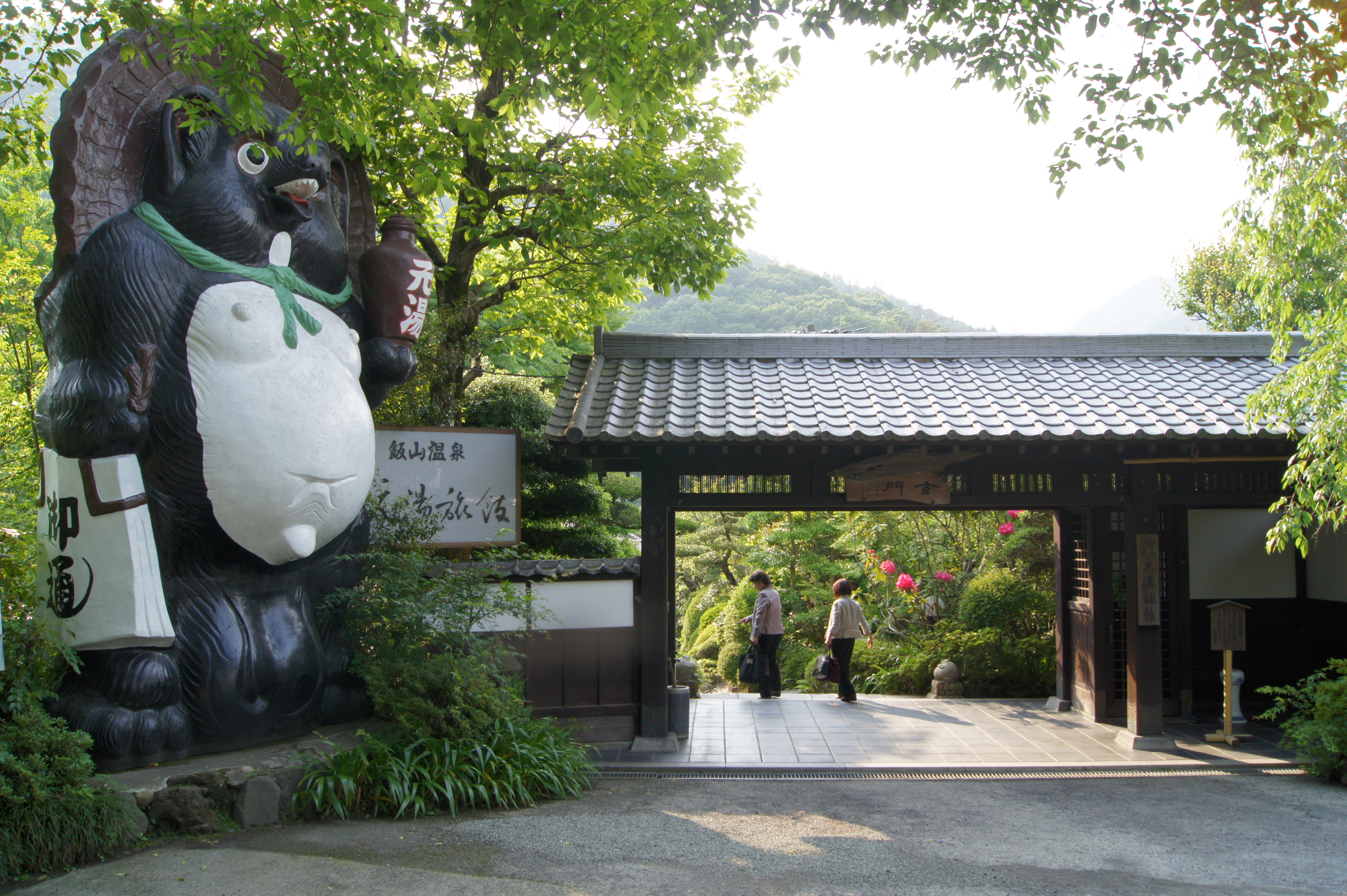
Entrée de l'onsen Iiyama.

- Hase-dera
- Onsen Iiyama

## Urbanisme
Le plus haut bâtiment de la ville est l'Atsugi AXT Main Tower, haute de 107 m.

## Éducation
Atsugi abrite plusieurs universités, y compris l'université Shōin.

## Transports
Atsugi est desservie par la ligne Odakyū Odawara.

## Symboles municipaux
Les symboles de la ville sont l'érable et le rhododendron.

## Jumelages
Atsugi est jumelée avec :
- New Britain (États-Unis) ;
- Yangzhou (Chine) ;
- Gunpo (Corée du Sud) ;
- Yokote (Japon) ;
- Abashiri (Japon).